# Unternehmen Nächtliche Kirschblüte
Das Unternehmen Nächtliche Kirschblüte (japanisch 夜 桜 作 戦, Yozakura Sakusen), auch Operation PX genannt, war eine geplante japanische Militärunternehmung mit biologischen Waffen im Jahr 1945, die gegen die USA gerichtet werden sollte. Ziel war es, San Diego in Kalifornien mit pestinfizierten Flöhen zu verseuchen, als ein letzter Versuch, die Vereinigten Staaten von der Invasion der japanischen Hauptinseln abzubringen. Der Plan wurde nie durchgeführt, da die USA vorher Kernwaffen einsetzten und Japan schon am 15. August kapitulierte.

## Ausgangslage
In den letzten Tagen des Zweiten Weltkrieges plante die Einheit 731, eine Einheit der Kaiserlich Japanischen Armee für die Entwicklung von Biowaffen, einen Angriff auf die Vereinigten Staaten. Mit Pestbomben beladene Kamikaze-Bomber sollten ein schlecht verteidigtes, aber dicht besiedeltes Gebiet in den kontinentalen USA verseuchen.
Zu diesem Zeitpunkt waren die Kapazitäten der japanischen Marine stark strapaziert und dem Zusammenbruch nahe. Daher sollten die Kamikaze-Flugzeuge mit im Verborgenen operierenden U-Boot-Flugzeugträgern an die Küste der USA transportiert werden, um dort zu starten. Als Zielobjekt war San Diego bestimmt worden.

## Vorbereitung
Schon zu Beginn des Krieges erwogen die Japaner den Einsatz biologischer Waffen gegen die hartnäckigen US-amerikanischen und philippinischen Verteidiger der Bataan-Halbinsel, indem sie Bomben mit seuchenübertragenden Flöhen einsetzten, aber die US-Truppen kapitulierten schließlich, bevor der Plan möglicherweise ausgeführt wurde.
Zwei Jahre später, im Juli 1944, machten die Japaner während der Schlacht um Saipan erneut genau dieselbe biologische Waffe einsatzbereit. Zum Glück für die US-Streitkräfte wurden die Flöhe auf ihrem Weg zum Schlachtfeld getötet, als das amerikanische U-Boot Swordfish ein japanisches U-Boot versenkte. Die Japaner versuchten erneut, während der Schlacht um Iwojima, in der die Truppen Krankheitserreger auf anlandende US-Streitkräfte abwerfen wollten, eine biologische Waffe einzusetzen.
Die Pesterreger waren durch japanische Ärzte unter Kriegsgefangenen ausgebracht worden, um sie mit der Pest zu infizieren. Damit sie sich der Wirkungsweise bei Europäern sicher sein konnten, wurden so auch mindestens 1500 US-Kriegsgefangene ohne ihr Wissen mit der Pest infiziert.
General Shiro Ishii ließ die Einheit 731 der Kaiserlich Japanischen Armee im Rahmen von Feldversuche Bomben mit pestinfizierten Flöhen auf chinesische Städte abwerfen, um dort Pest-Epidemien auszulösen.

## Planung
Toshimi Mizobuchi, Ausbilder der Rekruten der Einheit 731, formulierte die Idee, 20 der 500 neuen Truppen, die im Juli 1945 mit U-Booten in Harbin eintrafen, in die Gewässer vor Südkalifornien auf eine Kamikaze-Mission zu schicken, damit sie San Diego aus der Luft mit Pest-infizierten Flöhen verseuchen könnten. Der hierfür vorgesehene Termin war der 22. September 1945. Ishio Obata war damit beauftragt worden, die Operation PX zu leiten, die als Vergeltung für die Brandbombenangriffe auf die meisten ihrer großen zivilen Bevölkerungszentren gedacht war, bei denen Hunderttausende japanische Zivilisten getötet wurden.
Japan verfügte zu diesem Zeitpunkt über mindestens fünf U-Kreuzer der I-400-Klasse, die jeweils zwei oder drei Spezialflugzeuge des Typs Aichi M6A in wasserdichten Röhren mitführen konnten.

## Ergebnis
Der Plan sollte am 22. September 1945 in die Tat umgesetzt werden, wurde aber wegen der Kapitulation Japans am 15. August 1945 nicht realisiert. Am 9. August versuchten Mitglieder der Einheit 731 die Beweise für das Biowaffenprogramm mit Sprengstoff zu vernichten.

## Historische Bewertung
Es gibt immer noch eine offene Debatte darüber, wie nah die Operation Nächtliche Kirschblüte an der Ausführung war. Bekannt ist, dass es während eines kritischen Treffens im Juli 1944 General Tōjō Hideki war, der den Einsatz von Kriegsführung mittels Krankheitskeimen gegen die Vereinigten Staaten ablehnte.
Ob die Operation PX hätte ausgeführt werden können, ist umstritten. Die Technologie zur Durchführung des Angriffs war vorhanden. Obwohl die japanische Armee zu der Annahme verleitet wurde, dass bis September 1945 weitere U-Boote der Sen-Toku-Klasse fertig sein würden, ist dies aber angesichts des akuten Materialmangels zweifelhaft.
Ebenfalls umstritten ist die mögliche Effektivität der „Flohbomben“. Japanische biologische Waffen konnten der Umwelt in China große Verluste zufügen, aber das Gleiche würde nicht unbedingt in den Vereinigten Staaten zutreffen, die über eine bessere Hygiene und medizinischen Fähigkeiten verfügten und deren Bevölkerungsdichte viel geringer war. Nichtsdestotrotz hätten biologische Waffen als Terrorwaffe sicherlich eine tiefgreifende psychologische Wirkung haben können und die Japaner hätten einen großen Propagandasieg für sich beanspruchen können. Doch angesichts der großen Streitmacht, die für die Operation Downfall gegen sie aufgestellt wurde, hätten sie eine Invasion ihrer Heimatinseln nicht verhindern können.